# Svanskogs distrikt
Svanskogs distrikt är ett distrikt i Säffle kommun och Värmlands län. Distriktet ligger omkring Svanskog (Svaneholm) i sydvästra Värmland. Den västra delen av distriktet utgör huvuddelen av Dalboredden och ligger i Dalsland.

## Tidigare administrativ tillhörighet
Distriktet inrättades 2016 och utgörs av Svanskogs socken i Säffle kommun.
Området motsvarar den omfattning Svanskogs församling hade vid årsskiftet 1999/2000.

## Tätorter och småorter
I Svanskogs distrikt finns en tätort men inga småorter.

### Tätorter
- Svanskog (Svaneholm)